# Johann Huntemann
Johann Huntemann (* 20. Januar 1858 in Moorkamp bei Delmenhorst; † 30. Juli 1934 in Wildeshausen bei Oldenburg) war ein deutscher Landwirtschaftslehrer, Wirtschaftsberater und Autor von Fachbüchern.

## Leben und Wirken
Johann (Jan) Huntemann, Sohn eines Bauern, besuchte die höhere Bürgerschule in Delmenhorst und von 1873 bis 1875 das Lehrerseminar in Oldenburg. Über ein Jahrzehnt unterrichtete er dann an mehreren Volksschulen. Während seiner Freizeit erforschte er die heimischen Wiesen- und Weidepflanzen und beschäftigte sich mit landwirtschaftlichen Fragen. Ab 1892 studierte er Landwirtschaft an der Universität Halle und an der Landwirtschaftlichen Hochschule Berlin. Von 1894 bis 1925 leitete er die Landwirtschaftsschule in Wildeshausen. Gleichzeitig war er als Wirtschaftsberater tätig.
Huntemann hat durch seine über dreißigjährige Tätigkeit als Lehrer, Berater, Vortragender und Buchautor die Vorteile moderner Landbaumethoden propagiert. Vor allem setzte er sich dafür ein, Moor- und Heideflächen durch Gründüngung und Ausbringung von Mineraldünger in Weide- und Ackerland umzuwandeln. Einen hohen Stellenwert im Landbau räumte er dem Pflanzenschutz ein. Ab 1905 leitete er eine neugeschaffene Pflanzenschutzstelle in Oldenburg. Huntemann galt als eine landwirtschaftliche Autorität im Raum Oldenburg. 1916 erhielt er den Titel Ökonomierat, 1919 wurde er mit dem Ehrenschild der Oldenburgischen Landwirtschaftskammer ausgezeichnet.

## Bücher und Schriften
- Kurze Anleitung zur Kultur des Moor-Bodens. Nach Erfahrungen aus der Praxis dargestellt. Verlag Bültmann & Gerriets, Oldenburg 1904; 2. Aufl. Verlag L. Löschen, Wildeshausen 1911.
- Die plattdeutschen Namen unserer Kulturgewächse und der wildwachsenden Arten im Oldenburgischen und in der Provinz Hannover. Oldenburg 1911 = Arbeiten der Landwirtschaftskammer für das Herzogtum Oldenburg H. 8; 2. Aufl. unter dem Titel Die plattdeutschen Namen unserer Kulturgewächse und der wildwachsenden Pflanzenarten. Verlag der Landwirtschaftskammer Oldenburg, Oldenburg 1931; 3. Aufl. (unveränderter Nachdruck der 2. Auflage). Herausgegeben vom Heimatbund Oldenburger Münsterland, Cloppenburg 2007.
- Anleitung zur Kultur des Heidlandes auf mineralischem Boden (Ödlandkultur). Nach Erfahrungen aus der Praxis dargestellt.  Löschens Buchhandlung, Wildeshausen 1914.

## Weblink
- Literatur von und über Johann Huntemann im Katalog der Deutschen Nationalbibliothek

| Personendaten    | Personendaten                                                 |
| ---------------- | ------------------------------------------------------------- |
| NAME             | Huntemann, Johann                                             |
| KURZBESCHREIBUNG | deutscher Landwirtschaftslehrer, Wirtschaftsberater und Autor |
| GEBURTSDATUM     | 20. Januar 1858                                               |
| GEBURTSORT       | Moorkamp bei Delmenhorst                                      |
| STERBEDATUM      | 30. Juli 1934                                                 |
| STERBEORT        | Wildeshausen bei Oldenburg                                    |